# Werner Gräbner (Radsportler)
Werner Gräbner (* 1. März 1929 in Berlin) ist ein ehemaliger deutscher Radrennfahrer und nationaler Meister im Radsport.

## Sportliche Laufbahn
Gräbner war vor und nach dem Zweiten Weltkrieg Zeitungsfahrer und bestritt auch als solcher Rennen für Zeitungsfahrer, die sich damals einer großen Popularität erfreuten. Kurzzeitig war er Berufsfahrer und bestritt überwiegend Rennen im Bahnradsport. Er wurde reamateurisiert und war im Straßenradsport aktiv.
Er siegte bei der DDR-Meisterschaft 1950 im Mannschaftszeitfahren auf der Straße mit dem Verein SG Semper Berlin. 1948 gewann er das Traditionsrennen Rund um Berlin und kam bei Berlin–Cottbus–Berlin auf den 4. Platz. Gräbner gehörte der ersten DDR-Mannschaft an, die 1950 die Internationale Friedensfahrt bestritt und wurde 32. in der Einzelwertung. In der DDR-Rundfahrt 1950 belegte er beim Sieg von Bernhard Trefflich den 9. Rang in der Gesamtwertung. 1951 wurde er Zweiter im Rennen Berlin–Cottbus–Berlin 1951 hinter Rudi Kirchhoff, 1952 hinter Erich Schulz. 1949 wurde er Dritter bei Berlin–Angermünde–Berlin. Er blieb bis 1952 im Radsport aktiv.